# الكداكد (إب)
الكداكد هي إحدى قرى الجمهورية اليمنية. وهي تتبع جغرافيًا لمحافظة إب. وإداريًا لمديرية المخادر. يبلغ تعداد سكانها 1394 نسمة حسب الإحصاء الذي جرى عام 2004.